# Kitkiöjärvi (ort)
Kitkiöjärvi är en ort i Pajala socken i den norra delen av i Pajala kommun, 9 mil norr om Pajala och 33 kilometer från finska gränsen. Kitkiöjärvi ligger strax väster om riksväg 99 mellan sjöarna stora Kitkiöjärvi och Pikku Kitkiöjärvi. 
SCB klassade Kitkiöjärvi som en småort vid avgränsningen år 1995, men sedan år 2000 har befolkningen understigit 50 personer och området klassas därför inte längre som småort.

## Befolkningsutveckling
| Befolkningsutvecklingen i Kitkiöjärvi 1990–1995                                                                                                 | Befolkningsutvecklingen i Kitkiöjärvi 1990–1995 | Befolkningsutvecklingen i Kitkiöjärvi 1990–1995 | Befolkningsutvecklingen i Kitkiöjärvi 1990–1995 | Befolkningsutvecklingen i Kitkiöjärvi 1990–1995 |
| --- | ----------------------------------------------- | ----------------------------------------------- | ----------------------------------------------- | ----------------------------------------------- |
| |                                                 |                                                 |                                                 |                                                 |
| År |                                                 |                                                 | Folkmängd                                       | Areal (ha)                                      |
| 1990 | 1990                                            |                                                 | 40                                              | 19##                                            |
| 1995 | 1995                                            |                                                 | 51                                              | 19#                                             |
| Anm.: Ny småort 1995. Upphörde som småort 2000. # Som småort. ## Befolkningen 31 december 1990 inom det område som avgränsades som småort 1995. |                                                 |                                                 |                                                 |                                                 |

I oktober 2016 fanns det enligt Ratsit 40 personer över 16 år registrerade med Kitkiöjärvi som adress.

## Meteorit
En 1 185 kg tung meteorit, Sveriges största järnmeteorit, hittades 2008 av Thomas och Örjan Österberg i området kring byn Kitkiöjärvi. Den ingår i Muonionalustameteoriterna, uppkallade efter Muonionalusta där den första meteoriten i den svärmen hittades 1906.